# Porta (Pyrénées-Orientales)
Porta (katalanisch gleichlautend) ist eine französische Gemeinde mit 103 Einwohnern (Stand 1. Januar 2022) im Département Pyrénées-Orientales in der Region Okzitanien. Die Einwohner bezeichnen sich als les Portaens.

## Geographie
Porta ist die westlichste Gemeinde des Départements Pyrénées-Orientales und liegt in der hohen Cerdanya im Tal des Flusses Carol, sie gehört zur historischen Comarca Alta Cerdanya. Der Carol ist ein Nebenfluss des Segre im Einzugsgebiet des Ebros.
Die Gemeinde mit einer Fläche von mehr als 6.500 Hektar liegt im Regionalen Naturpark Pyrénées Catalanes. Die Gemeinde grenzt an Andorra und Spanien und an das Département Ariège.
Zum Ort gehören noch die beiden Dörfer Carol und Courbassil und das Grenzgebiet am Pas de la Casa, die nächsten Orte sind in Andorra Porta Pas de la Casa (Gemeinde Encamp) und in Spanien Guils de Cerdanya. Im Tal des Carol liegt der Ort zwischen Porté-Puymorens im Norden und Latour-de-Carol im Süden.

## Geschichte
Der Ort entstand 1837 als Neugründung von Latour-de-Carol aus. Im Jahr 1860 gründeten Siedler aus Porta den Ort Porté-Puymorens.
Nachdem eine Brücke über den Fluss Ariège gebaut und ein Vertrag zwischen Frankreich und Andorra geschlossen worden war, fand ein Gebietsaustausch für ein 1,5 Hektar großes Stück Land zwischen Frankreich und Andorra statt. Diesem Gebietsaustausch stimmten für Frankreich der Ministerpräsident Lionel Jospin, Präsident Jacques Chirac und am 28. Juni 2001 die Nationalversammlung zu. Das Grundstück befindet sich im Besitz der Gemeinde.

### Bevölkerungsentwicklung
| Jahr      | 1962 | 1968 | 1975 | 1982 | 1990 | 1999 | 2007 |
| Einwohner | 67   | 96   | 79   | 91   | 71   | 98   | 134  |

## Freizeit
Am 6. Juni 2010 fand ein Berglauf statt.